# Pier Luigi San Donnino
Pietro Luigi Battista San Donnino, nato Sandonnini (cognome modificato con decreto del 15 novembre 1905), detto Pier Luigi (Modena, 21 giugno 1846 – Modena, 17 settembre 1915), è stato un avvocato e politico italiano.

## Biografia
Figlio del senatore Claudio Sandonnini (1817-1899), è stato consigliere comunale e, per circa trent'anni, consigliere provinciale di Modena, membro della Deputazione provinciale e più volte presidente dei due consessi. Inoltre è stato sindaco della Città di Modena dal 1908 al 1910 e nel 1914. Nominato senatore a vita nel 1913.